# СКИФ (суперкомпьютеры)
СКИФ, СКИФ-ГРИД, СКИФ-СОЮЗ (СуперКомпьютерная Инициатива Феникс) — государственные программы союзного государства России и Беларуси по развитию суперкомпьютеров.
По состоянию на 2010 год из восьми российских компьютеров, попадавших в Top500, шесть относились к семейству СКИФ. Несколько систем входит в Топ 50 суперкомпьютеров СНГ, включая СКИФ Аврора (восьмое место).

## Программа СКИФ
Заказчики:
- НАН Беларуси.
- Министерство промышленности, науки и технологий Российской Федерации.

Исполнители:
- Государственное научное учреждение «Объединенный институт проблем информатики НАН Беларуси» (ОИПИ НАН Беларуси);
- Институт программных систем РАН (ИПС РАН).
- Разработчики:
  - РБ: НИО ОИПИ НАН Беларуси, УП «Белмикросистемы», УП «НИИ ЭВМ», ИТМО НАН Беларуси и другие;
  - РФ: ИПС РАН, НИИ механики МГУ им. М. В. Ломоносова, ОАО НИЦЭВТ, АНО ИВВиИС, предприятие «СКС» и другие.

Сроки выполнения: 2000—2003 годы.

## Программа СКИФ-ГРИД
Сроки — 2007—2010.
Проект СКИФ-Полигон. Целевая суммарная производительность 100 ТФлопс.
Продление программы на 2010—2011 годы: проект СКИФ-Среда, суммарная производительность 300 ТФлопс.

## Программа СКИФ-СОЮЗ
Сроки 2011—2014.
Проекты СКИФ-Союз (производительность 1.8 ПФлопс) и СКИФ-Недра.

## Поколения суперкомпьютеров
- СКИФ Ряда 1;
- СКИФ Ряда 2;
- СКИФ Ряда 3 — СКИФ Cyberia, СКИФ МГУ "Чебышёв"[3];
- СКИФ Ряда 4 (СКИФ Аврора)[4].